# Vexillum concentricum
Espèce
Vexillum concentricum est une espèce de petits gastéropodes marin de la famille des Costellariidae.

## Description
Vexillum concentricum a une coquille de diamètre compris entre 15 et 25 mm.